# 谢尔盖·纳格尼亚克
谢尔盖·纳格尼亚克（Serhiy Nahornyak，1971年9月5日—），乌克兰足球运动员，司职前鋒或攻击型中场，曾经效力于中国足球俱乐部沈阳海狮和山东鲁能泰山。